# Phare de Rochebonne
Pour les articles homonymes, voir Rochebonne.
Le phare de Rochebonne  est l'un des quatre phares de Saint-Malo. Il est également appelé localement phare de la Haize. Il est situé à Paramé — ancienne commune maintenant rattachée à Saint-Malo — dans le quartier du Lévy, sur un point haut dominant la plage du Minihic.
C'est une tour carrée grise, avec la face ouest blanche et haut rouge.
De nuit, il montre un feu fixe rouge dont le secteur renforcé est 88°2 - 89°7.

## Historique
Le premier allumage du phare eut lieu le 15 avril 1868 avec un feu à huile en même temps que le phare du Grand Jardin qui constitue avec lui, l'alignement du chenal de la Grande Porte.
Il est électrifié en 1929.
À l'été 1944, le phare de Rochebonne fut partiellement détruit par les troupes allemandes comme la plupart des phares de la région. Il fut reconstruit à partir de 1948 et rallumé en 1951. Depuis 1975, il est automatisé et n'est plus gardienné.